# Multi Stage Hybrid System
Multi Stage Hybrid System – hybrydowa jednostka napędowa sprzężona z dodatkową skrzynią biegów, umożliwiająca manualną zmianę przełożenia w celu lepszego panowania nad dynamiką samochodów sportowych z napędem hybrydowym.
Tego rodzaju system, zawierający oprócz przekładni obiegowej, która pełni rolę elektronicznie sterowanej bezstopniowej skrzyni biegów (e-CVT), czterobiegową przekładnię automatyczną, opracował koncern Toyota Motor Corporation dla hybrydowej wersji coupe Lexus LC 500. Analogiczna jednostka ma też zostać zastosowana w hybrydowej wersji piątej generacji Lexusa LS.